# James Schiro

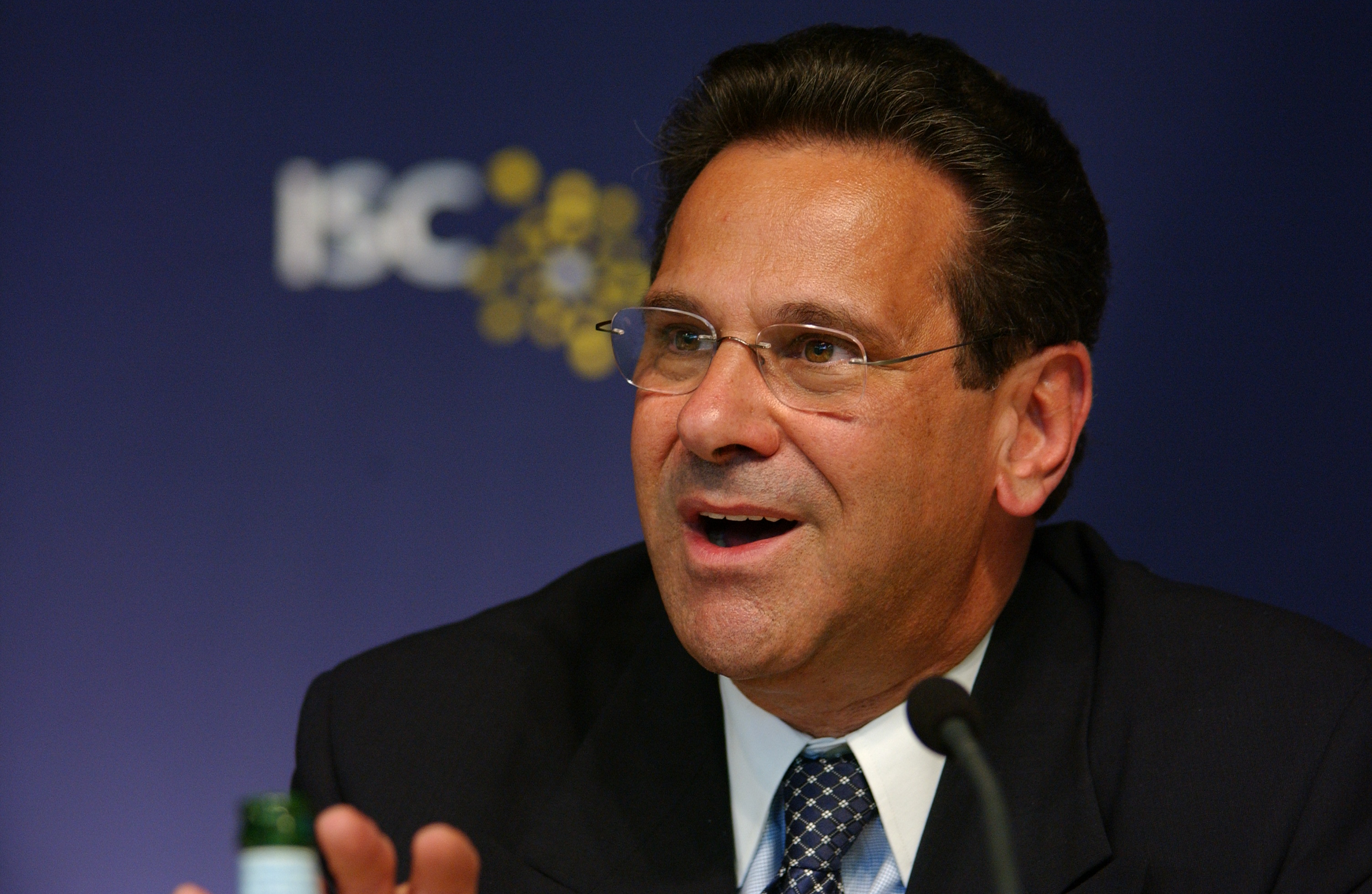
James Schiro

James Joseph Schiro (* 2. Januar 1946 in Brooklyn; † 13. August 2014 in Princeton) war ein US-amerikanischer Manager. Von 2002 bis 2009 war er CEO der Zurich Insurance Group.

## Leben
Nach seinem Studium an der St. John’s University in New York für Betriebswirtschaft und Accounting sowie einem Nachdiplomstudium am Dartmouth College arbeitete er ab 1967 als Wirtschaftsprüfer bei Price Waterhouse. 1995 wurde er Senior Partner und 1998, nach der Fusion mit Coopers & Lybrand entstandene PricewaterhouseCoopers deren CEO und Aufsichtsratsvorsitzender. 2001 verließ er die Wirtschaftsprüfungsgesellschaft. Im Frühjahr 2002 wurde er bei der damaligen Zurich Financial Services (heute: Zurich Insurance Group) als Chief Operating Officer eingestellt und kurz darauf zum Konzernleiter und Nachfolger von Rudolf Hüppi berufen. Es gelang ihm, den damals in Schwierigkeiten geratenen Versicherungskonzern wieder in die Gewinnzone zurückzuführen.
2009 trat er von seinen Funktionen bei der Zurich Insurance Group zurück, sein Nachfolger wurde Martin Senn. Danach konzentrierte er sich auf Beratungs- und Aufsichtsratsmandate bei Goldman Sachs, PepsiCo und Philips. Er verstarb 2014 an einem Krebsleiden.
Er war mit Tomasina Schiro verheiratet und hatte zwei Kinder, Justine und James Junior.